# Domen Črnigoj
Domen Črnigoj (sinh ngày 18 tháng 11 năm 1995) là một tiền vệ bóng đá người Slovenia thi đấu cho Venezia.

### Bàn thắng cho đội tuyển quốc gia
Tính đến ngày 10 tháng 6 năm 2019.
| # | Ngày                | Địa điểm                                  | Đối thủ       | Bàn thắng | Kết quả | Giải đấu            |
| - | ------------------- | ----------------------------------------- | ------------- | --------- | ------- | ------------------- |
| 1 | 10 tháng 6 năm 2019 | Sân vận động Daugava, Riga, Latvia        | Latvia        | 1–0       | 5–0     | Vòng loại Euro 2020 |
| 2 | 10 tháng 6 năm 2019 | Sân vận động Daugava, Riga, Latvia        | Latvia        | 2–0       | 5–0     | Vòng loại Euro 2020 |
| 3 | 1 tháng 6 năm 2021  | Toše Proeski Arena, Skopje, Bắc Macedonia | Bắc Macedonia | 1–1       | 1–1     | Giao hữu            |